# Lars Wengberg
Lars Wengberg (* 26. März 1952) ist ein ehemaliger schwedischer Badmintonspieler. 

## Karriere
Höhepunkt seiner Laufbahn war der Gewinn der Silbermedaille bei der Badminton-Europameisterschaft 1980 im Mixed mit Anette Börjesson. 1982 holte sich Wengberg noch einmal Bronze Mixed mit Börjesson und Bronze im Doppel mit Claes Nordin, 1984 Bronze mit Ulf Johansson im Doppel. 1980 siegte er bei den Swedish Open, 1982 bei den Canadian Open.

## Sportliche Erfolge
| Veranstaltung | Saison                                   | Disziplin    | Platz | Name                                                    |
| ------------- | ---------------------------------------- | ------------ | ----- | ------------------------------------------------------- |
| 1968/1969     | Schweden: Einzelmeisterschaft U19        | Herrendoppel | 1     | Gert Perneklo / Lars Wengberg (BK Aura / MFF)           |
| 1969/1970     | Schweden: Einzelmeisterschaft U19        | Herreneinzel | 1     | Lars Wengberg (MFF)                                     |
| 1969/1970     | Schweden: Einzelmeisterschaft U19        | Herrendoppel | 1     | Tommy Karlsson / Lars Wengberg (Aura / MFF)             |
| 1976/1977     | Schweden: Einzelmeisterschaft            | Mixed        | 1     | Lars Wengberg / Anette Börjesson (BK Aura / GBK)        |
| 1977/1978     | Schweden: Einzelmeisterschaft            | Mixed        | 1     | Lars Wengberg / Karin Lindquist (BK Aura / IFK Lidingö) |
| 1978/1979     | Schweden: Einzelmeisterschaft            | Mixed        | 1     | Lars Wengberg / Anette Börjesson (BK Aura / GBK)        |
| 1979/1980     | Schweden: Einzelmeisterschaft            | Mixed        | 1     | Lars Wengberg / Anette Börjesson (BK Aura / GBK)        |
| 1980          | Schweden: Internationale Meisterschaften | Mixed        | 1     | Lars Wengberg / Anette Börjesson                        |
| 1980          | Europameisterschaft                      | Mixed        | 2     | Lars Wengberg / Anette Börjesson                        |
| 1980          | Norwegian International                  | Herrendoppel | 1     | Thomas Kihlström / Lars Wengberg                        |
| 1980/1981     | Schweden: Einzelmeisterschaft            | Mixed        | 1     | Lars Wengberg / Anette Börjesson (BK Aura / GBK)        |
| 1981/1982     | Schweden: Einzelmeisterschaft            | Mixed        | 1     | Lars Wengberg / Anette Börjesson (BK Aura / GBK)        |
| 1982          | Europameisterschaft                      | Herrendoppel | 3     | Claes Nordin / Lars Wengberg                            |
| 1982          | Europameisterschaft                      | Mixed        | 3     | Lars Wengberg / Anette Börjesson                        |
| 1982          | Canadian Open                            | Herrendoppel | 1     | Torbjörn Pettersson / Lars Wengberg                     |
| 1984          | Europameisterschaft                      | Herrendoppel | 3     | Lars Wengberg / Ulf Johansson                           |
| 1989/1990     | Schweden: Einzelmeisterschaft O35        | Herrendoppel | 1     | Bo Wengberg / Lars Wengberg (LUGI / BK Aura)            |
| 1990/1991     | Schweden: Einzelmeisterschaft O35        | Herrendoppel | 1     | Bo Wengberg / Lars Wengberg (LUGI / BK Aura)            |
| 1992/1993     | Schweden: Einzelmeisterschaft O35        | Herrendoppel | 1     | Stefan Mellgård / Lars Wengberg (BK Aura)               |
| 1995          | Senioren-Europameisterschaft 40+         | Mixed        | 1     | Lars Wengberg / Anette Börjesson                        |
| 1997/1998     | Schweden: Einzelmeisterschaft O45        | Herrendoppel | 1     | Bo Wengberg / Lars Wengberg (LUGI / BK Aura)            |